# PPAP
Il Production Part Approval Process (PPAP) è usato nella filiera di produzione dell'industria automobilistica per garantire l'omologazione dei fornitori di componenti e dei loro processi di produzione.  
Questo processo è stato creato ed adottato dalle tre grandi imprese americane dell'industria automobilistica Chrysler, Ford e General Motors. La prima versione di questo processo è stato pubblicato nel febbraio 1993; esso rientra nel contesto dello standard IATF 16949:2016.